# La flauta mágica (2006)
La flauta mágica es una adaptación de la famosa ópera de Mozart dirigida por el británico Kenneth Branagh, en la que destacan sus espectaculares decorados y los sofisticados métodos informáticos empleados. Ambientada en la época de la I Guerra Mundial, fue presentada fuera de concurso en la Sección oficial del Festival de Venecia de 2006.